# Rodrigo Nunez Montecino
Rodrigo Nunez Montecino, fotógrafo chileno nacido en Arica el 7 de julio de 1971. Ingresó a estudiar Ingeniería Comercial en la Universidad de Tarapacá de Arica pero su inclinación por las artes le impulsó a abandonar esa carrera y dedicarse a la pintura y más tarde a la fotografía. Viajó por su país también como violinista de la Orquesta Filarmónica Juvenil de Arica.

## Características de su arte
Este artista es muy conocido[cita requerida] por sus fotografías de hermosas modelos desnudas dispuestas en composiciones con el paisaje y el entorno.
Aun cuando muchas de las imágenes producidas por el fotógrafo chileno Rodrigo Nunez están ubicadas en entornos naturales, no puede decirse que sus fotos busquen en modo alguno la "naturalidad". En realidad parecen buscar lo contrario. Sus productos son violentamente artificiales, un adjetivo que en este muy especial caso debe ser considerado realmente un elogio por la gran belleza que este artista pintando con su cámara como si de un pincel se tratase comunica en cada una de sus obras.
Las fotografías de Rodrigo Nunez no intentan "captar un instante" -como es la pretensión explícita de muchos fotógrafos e incluso, según algunos, la esencia de la fotografía como disciplina artística- sino que parecen ser el resultado de un proceso creativo más bien largo y meticuloso, hasta encontrar las poses exactas de sus modelos, la iluminación justa, la armonía de las formas del desnudo con las del entorno en el que se muestra, la combinación precisa de colores, etc.
Lejos de la espontaneidad, es más bien un intenso trabajo de estudio, realizado antes y después del momento de la toma, que no deja de ser un instante dentro de un proceso creativo mucho más largo.
La página web de Rodrigo Nunez, como era de esperar, expresa el mismo cuidado en el diseño. Bastante fácil de navegar por ella, tiene una buena cantidad de fotos para ver, aunque no se pueden bajar (salvo copiando la pantalla).

## Expansión de su obra
Rodrigo Nunez comenzó fotografiando personas desnudas en las playas de Arica. Sus fotos rápidamente se hicieron populares y decidió ampliar su trabajo por otras ciudades de Chile, en su proyecto denominado GeoDesnudos. 
Más tarde realizó una gira por Argentina, Bolivia, Brasil, y Perú, a la que denominó GeoDesnudos en Latinoamérica tomando fotografías por ciudades como Antofagasta, Iquique, Copiapó, Santiago, Chillán, Osorno, Puerto Montt, en Chile, y Buenos Aires en Argentina, Machu Pichu en Perú, Río Grande do Soul en Brasil, La Paz en Bolivia, y en otras ciudades latinoamericanas.

## Polémica
En algunos de los lugares donde Rodrigo Nunez ha realizado su proyecto GeoDesnudos, ha surgido a veces algún debate artístico religioso, pero en general existe una muy buena aceptación de la comunidad religiosa respecto de su Proyecto GeoDesnudos.[cita requerida].